# Sopoćani
Sopoćaniklostret (serbiska: Манастир Сопоћани) uppfördes under senare delen av 1200-talet, nära Raškaflodens källa i Stari Ras, mittpunkten i det medeltida Serbien, av kungen Stefan Uroš I. Kyrkan tillägnades Heliga Trefaldigheten och stod klar omkring år 1265 och dekorerades inuti kort därefter. Ärkebiskop Sava II, som blev ledare för den serbisk-ortodoxa kyrkan 1263, avbildas i en ärkebiskopsprocession i koret. På västra muren i navet finns en fresk över Jungfru Marie himmelsfärd.
På 1500-talet var munkarna tvungna att under en tid lämna klostret på grund av det Osmanska rikets hot. Slutligen under en osmansk räd 1689 stals kyrkans blytaket och därefter sattes den i brand. Munkarna flydde med viktiga reliker till Kosovo, men återvände aldrig till Sopoćani; anläggningen förblev övergiven i mer än 200 år. Kyrkan förföll, valven rasade och kupolvalvet föll ned. Resterna av de omgivande byggnaderna täcktes över av rasmassor och jord.
Först under 1900-talet restaurerades klostret och åter finns här nu munkar. De flesta av Sopoćanis fresker skiner ännu med sin skönhet, efter att ha överlevt mer än två århundraden av exponering för elementen.